# خانه معین التجار
خانه معین التجار مربوط به دوره قاجار است و در شوشتر، انتهای خیابان امام شرقی، محله درب عباس، جنب مقام عباس واقع شده و این اثر در تاریخ ۱۲ بهمن ۱۳۸۱ با شمارهٔ ثبت ۷۲۵۱ به‌عنوان یکی از آثار ملی ایران به ثبت رسیده است.
معین التجار از بازرگانان مشهور شوشتر بود که به دلیل اصالت بوشهری به معین التجار بوشهری نیز معروف بود. وی شرکتی به نام شرکت ناصری برای کشتی رانی در کارون تأسیس کرده و مجموعه از از بناها در بندر ناصری (اهواز امروزی) بنا کرد
خانه معین التجار در شوشتر به صورت تک ایوانی و دوره ساز در دو طبقه ساخته شده، درب و پنجره‌های چوبی و چند مورد ارسی داشته که اکنون بخشی از آنها سالم است؛ بنا در سال‌های گذشته تفکیک و تبدیل به سه قسمت مجزا شده، بخش اصلی آن در حال حاضر اختصاص به مدرسه غیرانتفاعی دارد، روبروی این بنا طویل‌ترین ساباط شوشتر واقع است.
تزئینات به کار رفته شامل آجر کاری بر سطوح دیوار ها (نقوش گیاهی و هندسی) گچبری مشبک به صورت نورگیر بالای سردر بانقوش گره چینی- آلت و لقط بندی‌هایی بر روی درب‌های اورسی مزین به نقوش گره می‌باشد.